# Три вежі Сан-Марино
Три вежі Сан-Марино (італ. Torri di San Marino) — середньовічні будівлі на трьох вершинах гори Монте-Титано.
Вежі-фортеці є символом свободи країни, зображені на прапорі і гербі країни, їх зображення також карбуються на сан-маринських монетах євро.
Гуаїта — найстаріша вежа, збудована як в'язниця в XI столітті. Друга вежа — Честа, була збудована в XIII столітті, знаходиться на найвищій точці Сан-Марино (750 м над рівнем моря). 1956 року у вежі був відкритий музей старовинної зброї. Третя вежа — Монтале була збудована в XIV столітті. На відміну від інших, доступ відвідувачів до неї обмежений.

## Галерея

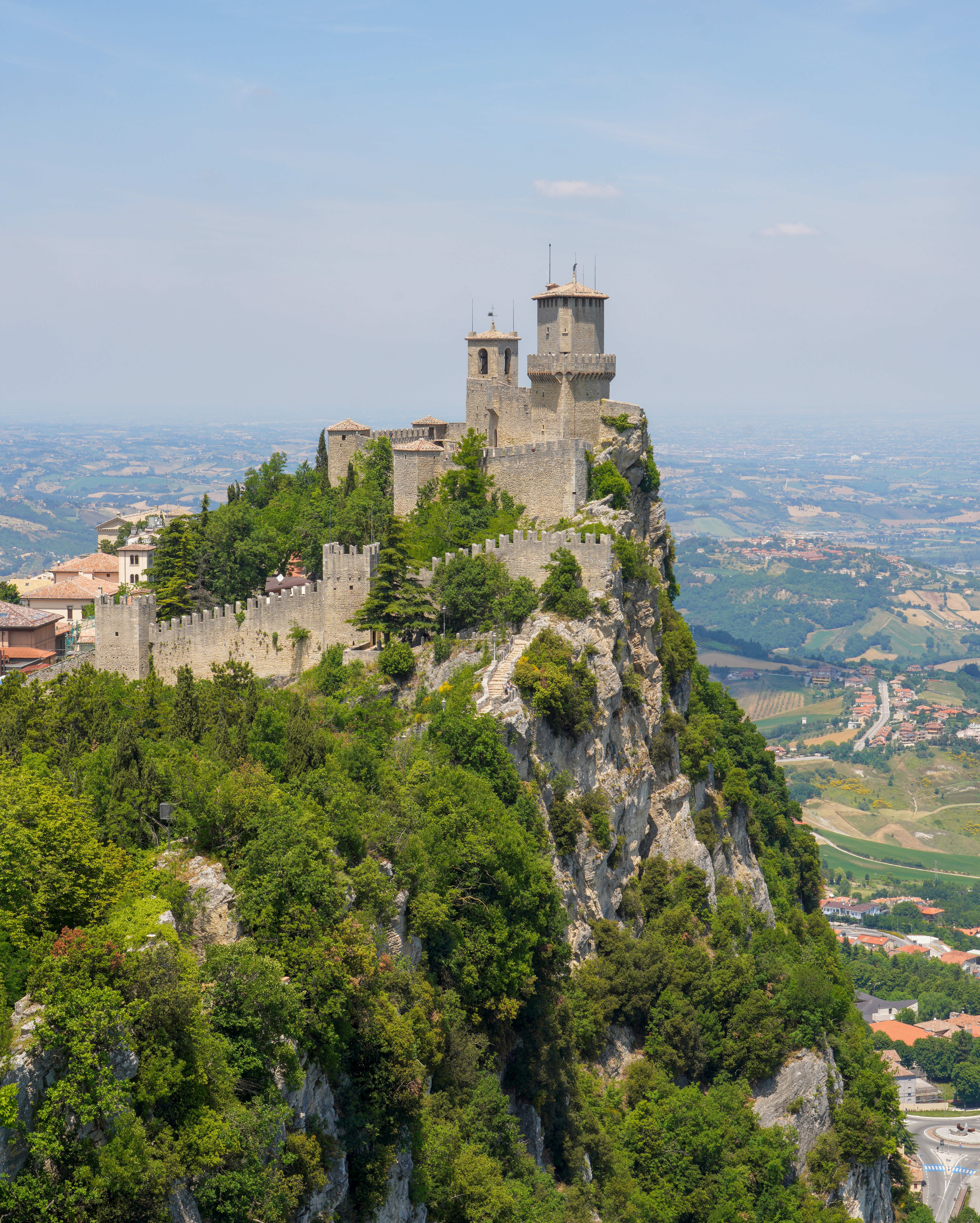
Гуаїта
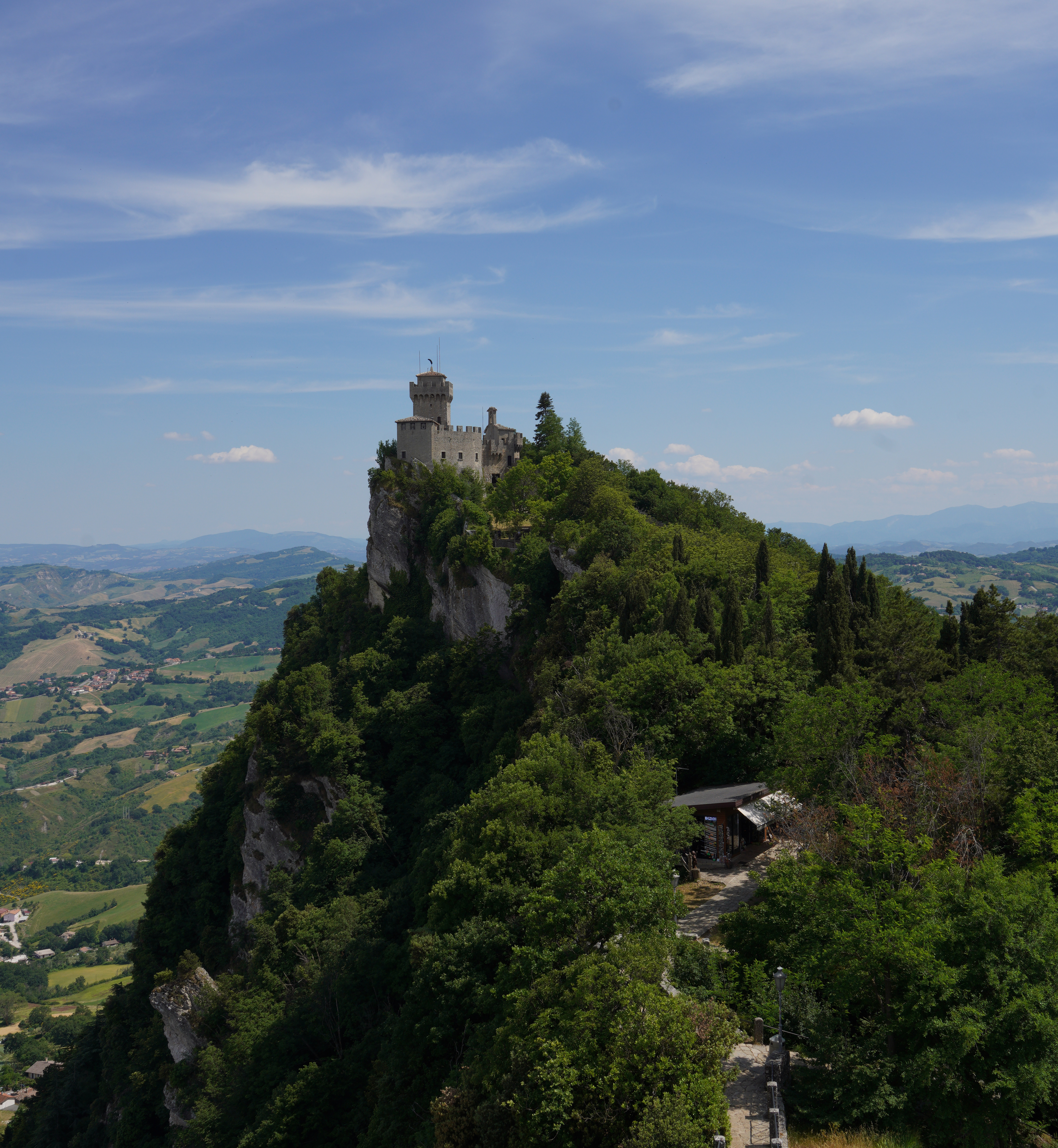
Честа
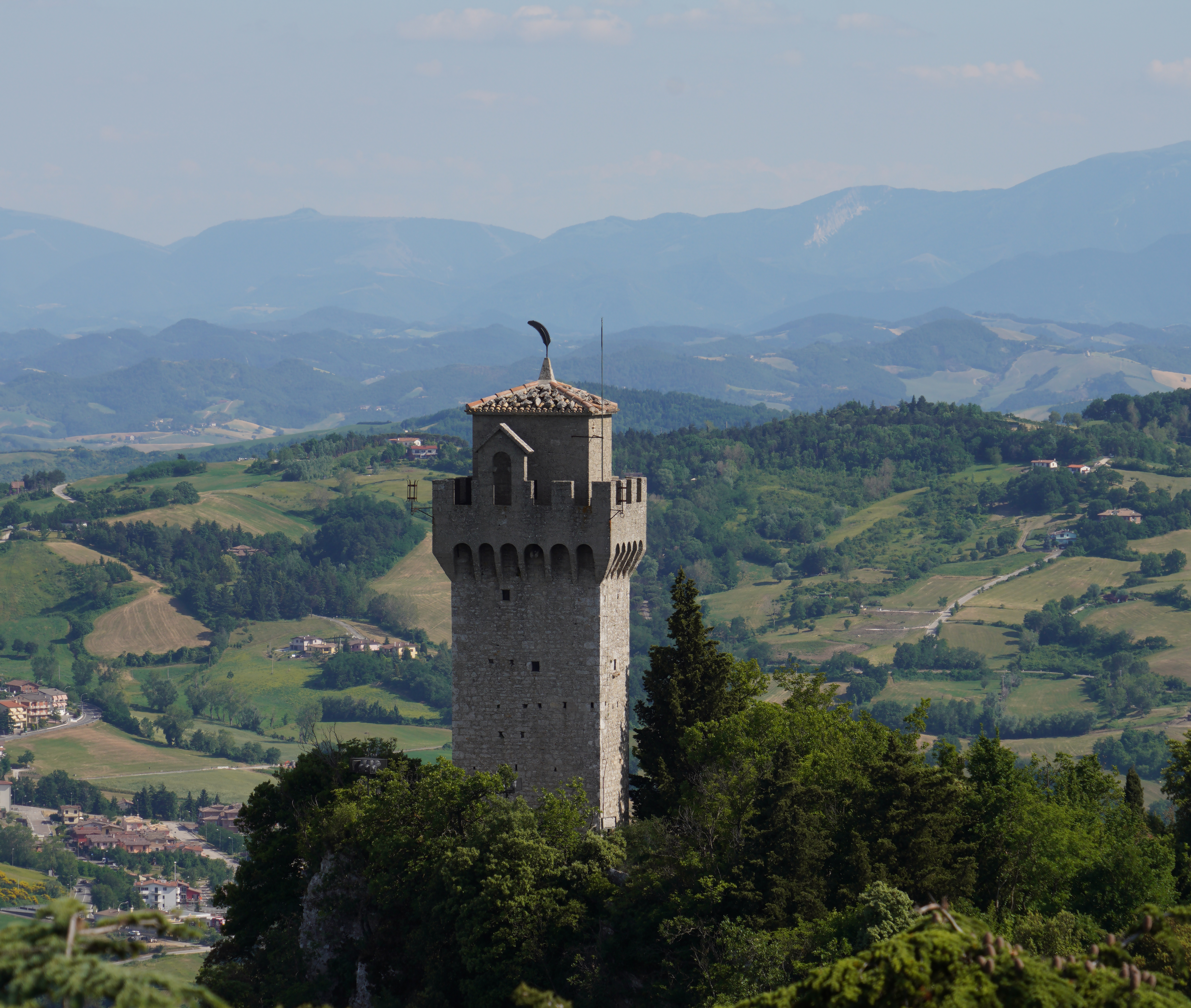
Монтале